# Wattendorf
Wattendorf – miejscowość i gmina w Niemczech, w kraju związkowym Bawaria, w rejencji Górna Frankonia, w regionie Oberfranken-West, w powiecie Bamberg, wchodzi w skład wspólnoty administracyjnej Steinfeld. Leży w Jurze Frankońskiej, około 24 km na północny wschód od Bamberga.

## Dzielnice
W skład gminy wchodzą następujące dzielnice:
- Wattendorf
- Bojendorf
- Gräfenhäusling
- Mährenhüll
- Schneeberg

## Demografia
| Rok  | Liczba mieszk. |
| ---- | -------------- |
| 1970 | 753            |
| 1987 | 723            |
| 2000 | 722            |
| 2006 | 709            |